# Municipio de Gravelly Hill
El municipio de Gravelly Hill (en inglés: Gravelly Hill Township) es un municipio ubicado en el condado de Yell en el estado estadounidense de Arkansas. En el año 2010 tenía una población de 128 habitantes y una densidad poblacional de 1,62 personas por km².

## Geografía
El municipio de Gravelly Hill se encuentra ubicado en las coordenadas 34°53′30″N 93°40′20″O / 34.89167, -93.67222. Según la Oficina del Censo de los Estados Unidos, el municipio tiene una superficie total de 79.22 km², de la cual 78,72 km² corresponden a tierra firme y (0,63 %) 0,5 km² es agua.

## Demografía
Según el censo de 2010, había 128 personas residiendo en el municipio de Gravelly Hill. La densidad de población era de 1,62 hab./km². De los 128 habitantes, el municipio de Gravelly Hill estaba compuesto por el 96,09 % blancos, el 3,13 % eran afroamericanos, el 0,78 % eran amerindios. Del total de la población el 1,56 % eran hispanos o latinos de cualquier raza.